# Macrobrochis interstitialis
Macrobrochis interstitialis är en fjärilsart som beskrevs av Herrich-Schäffer 1850-58. Macrobrochis interstitialis ingår i släktet Macrobrochis och familjen björnspinnare. Inga underarter finns listade i Catalogue of Life.